# Route nationale 15 (Tunisie)
Pour les autres articles nationaux ou selon les autres juridictions, voir Route nationale 15.
La route nationale 15 ou RN15 est un axe routier de Tunisie qui relie Gabès à la frontière algéro-tunisienne (centre-ouest du pays) en passant par Bouchebka.

## Villes traversées
- Gabès
- Métouia
- Oudhref
- El Guettar
- Gafsa
- Majel Bel Abbès
- Fériana
- Thélepte
- Bouchebka